# Idaea zonata
Idaea zonata là một loài bướm đêm trong họ Geometridae.